# Eurobank Ergasias
Eurobank Ergasias SA — четвёртый по величине банк Греции. Штаб-квартира — в Афинах. В июне 2018 года банк находился на 1632-м месте, уступая греческому Piraeus Bank (1606-е место), Национальному банку Греции (1616-е место) и Alpha Bank (1626-е место), в списке Forbes Global 2000 с выручкой 2,2 млрд долларов США, чистой прибылью 117 млн долларов США, активами 72,1 млрд долларов США и капитализацией 2,6 млрд долларов США. CEO с 1 февраля 2015 года является Фокион Каравиас (Φωκίων Καραβίας).
В отделениях банка работают 8617 сотрудников (2018). Зарубежные филиалы имеются в Сербии, Болгарии, Кипре и Люксембурге.

## История
Банк Euromerchant Bank SA был создан в декабре 1990 года.
В 1994 году банк приобрёл 75 % швейцарского банка Banque de Dépôts. В 1997 году банк изменил название на EFG Eurobank SA. В том же году приобрёл греческие отделения французского банка Crédit Lyonnais — Crédit Lyonnais Grèce SA, а также произошло слияние с банком Interbank Greece SA. В 1998 году банк приобрёл контрольный пакет Bank of Athens SA, основанного в 1992 году. В том же году немецкий банк Deutsche Bank приобрёл долю в банке (10 %). В том же году совместно с швейцарской компанией Consolidated Eurofinance Holdings (CEH) SA банк приобрёл 18,4 % банка Ergasias Bank SA. В 1999 году произошло слияние с банком Bank of Athens SA. В том же году банк зарегистрировал акции на Фондовой бирже Афин. В том же году произошло слияние с банком Cretabank SA, основанным в 1980 году. В 2000 году произошло слияние с банком Ergasias SA и банк получил название EFG Eurobank Ergasias SA. Банк приобрёл 19,25 % румынского банка Bancpost. В 2002 году банк поглощает банк Telesis Investment Bank SA. В том же году приобретает 50 % в Alico/CEH Balkan Holdings. В том же году банк приобрёл ещё 17 % в румынском банке Bancpost и увеличил свою долю в уставном капитале Bancpost до 36,25 %. В 2003 году банк приобретает 90,8 % сербского банка Postbanka a.d. Srbija и переименовывает его в EFG Eurobank a.d. Beograd. В том же году банк приобретает контрольный пакет румынского банка Bancpost. В 2004 году банк приобретает компанию Intertrust MFMC. В том же году приобретает ещё 50 % в Alico/CEH Balkan Holdings и увеличивает свою долю до 96,74 %. В том же году банк увеличивает свою долю в EFG Eurobank a.d. Beograd до 93,5 %. В 2005 году банк приобретает контрольный пакет турецкой брокерской фирмы HC İstanbul Menkul Değerler A.Ş. (HC İstanbul Holding A.Ş.), участника Стамбульской фондовой биржи. В том же году банк приобрёл 62,3 % сербского банка Nacionalna Štedionica a.d. Beograd. В 2006 году банк создал дочерний Polbank EFG в Варшаве в Польше. В том же году закрыта сделка по приобретению сербского банка Nacionalna Štedionica a.d. Beograd, произошло слияние Nacionalna Štedionica a.d. Beograd и EFG Eurobank a.d. Beograd с образованием банка Eurobank EFG Štedionica a.d. Beograd. В том же году банк приобрёл 90 % болгарского «ДЗИ Банка». В том же году банк приобрёл 99,34 % украинского «Універсал Банк». В 2007 году банк начал работать на Кипре и приобрёл 70 % турецкого банка Tekfenbank, входящего в конгломерат Tekfen Group, и переименовал его в Eurobank Tekfen. В том же году закрыта сделка по приобретению украинского банка «Універсал Банк». В том же году произошло слияние принадлежащих банку болгарских банков «Пощенска банка» и «ДЗИ Банк». В 2011 году банк поглотил греческую компанию DIAS Portfolio Investments SA.
В ходе долгового кризиса в Греции 2010 года, в 2012 году банк продал турецкий банк Eurobank Tekfen кувейтскому банку Burgan Bank, входящему в компанию KIPCO. В том же году передал 70 % Polbank EFG российскому «Райффайзенбанку». В том же году банк переименован в Eurobank Ergasias SA. В 2013 году банк прошёл рекапитализацию при участии Hellenic Financial Stability Fund. В том же году банк поглотил греческий банк New TT Hellenic Postbank и New Proton Bank. В 2014 году банк завершил увеличение капитала на 2,864 млрд евро за счёт выпуска обыкновенных акций с участием международных инвесторов, в том числе ВТБ Капитала. В том же году, в мае закрыта сделка по слиянию с New TT Hellenic Postbank. В 2015 году банк Alpha Bank купил Eurobank Bulgaria AD. В том же году банк провёл увеличение капитала на 2,038 млрд евро. В 2016 году банк продал 80 % страховой компании Eurolife ERB Insurance Group Holdings SA канадской компании Fairfax Financial. В том же году Група «ТАС» приобрела «Універсал Банк», украинское подразделение Eurobank. В 2018 году румынский банк Banca Transilvania купил Bancpost SA, ERB Retail Services IFN SA и ERB Leasing IFN SA, румынские подразделения Eurobank.

## Собственники и руководство
Канадской компании Fairfax Financial принадлежит 16,9 % акций банка, фонду Hellenic Financial Stability Fund — 2,38 %, 71,4 % акций находятся в свободном обращении.